# С љубављу, Виктор
С љубављу, Виктор (енгл. Love, Victor) америчка је тинејџерска, љубавна и драмедијска телевизијска серија. Њени аутори су Ајзак Аптакер и Елизабет Бергер, а инспирисана је и постављена у исти универзум као и филм С љубављу, Сајмон из 2018. године. Серију је премијерно приказивао Hulu од 17. јуна 2020, а у Србији Fox Life од 12. новембра 2020. а последње две сезоне приказане су 15. јуна 2022. за Disney+. Продуцира је 20th Television, са Аптакером и Бергеровом као шоуранерима.
Мајкл Чимино глуми Виктора, тинејџера из породице која живи у Атланти. Споредне улоге глуме: Џорџ Сир, Рејчел Хилсон, Биби Вуд, Ентони Терпел, Изабела Фереира, Ана Ортиз, Џејмс Мартинез, Мејсон Гудинг и Матео Фернандез. Ник Робинсон, који глуми Сајмона у оригиналном филму, продуцира серију и њен је наратор. Друга сезона је премијерно приказана 11. јуна 2021. године. У јулу 2021. серија је обновљена за трећу и финалну сезону, која ће бити приказана 15. јуна 2022. године.

## Радња
Радња прати новог ученика средње школе Криквуд и његов пут одрастања, породичних изазова, привикавање на нови град и суочавање са властитом сексуалношћу. Кад му све то буде превише обратиће се управо Сајмону. Виктор покушава да научи да буде прави бариста, чему га подучава његов школски колега Бенџи у којег је Виктор заљубљен.

## Улоге

### Главне
- Мајкл Чимино као Виктор Салазар:[1] Нови ученик средње школе Криквуд који се бори са спознајом своје сексуалне оријентације и прилагођавањем новом граду[2]
- Рејчел Хилсон као Мија Брукс:[1] Викторова паметна пријатељица и бивша девојка. Излазили су пре него што се Виктор аутовао[3]
- Ентони Терпел као Феликс Вестен:[1] Викторов необични нови сусед који временом постаје његов најбољи друг[2]
- Биби Вуд као Лејк Мериведер:[1] Мијина најбоља пријатељица опседнута друштвеним медијима, Феликсова бивша девојка[2]
- Мејсон Гудинг као Ендру:[1] самоуверен и популаран средњошколац, спортиста и Мијин дечко[2]
- Џорџ Сир као Бенџи Кембел:[1] Викторов шармантан друг из разреда који касније постаје његов дечко[2]
- Изабела Фереира као Пилар Салазар:[1] Викторова млађа сестра која се мучи са новим животом у другом граду[2]
- Матео Фернандез као Ејдријан Салазар: Викторов млађи брат[2]
- Џејмс Мартинез као Армандо Салазар: Викторов отац који вредно ради за своју породицу[2]
- Ана Ортиз као Изабел Салазар: Викторова мајка која се првобитно нашла под великим притиском након пресељења у нови град[4]

Ник Робинсон, који понавља улогу Сајмона из филма С љубављу, Сајмон, углавном се јавља преко војс-овера приповедајући Сајмонове поруке Виктору. Робинсон се лично појављује као Сајмон у осмој епизоди прве сезоне и десетој епизоди друге сезоне.

### Споредне
- Мекај Фајфер као Харолд Брукс: Мијин изузетно марљив и амбициозан отац
- Софија Буш као Вероника: нова девојка Мијиног оца која води непрофитну организацију за жене, касније његова супруга[5]
- Чарли Хол као Киран: један од Ендруових блиских пријатеља и члан средњошколског кошаркашког тима
- А. Џ. Кар као Реди: још један од Ендруових блиских пријатеља и члан средњошколског кошаркашког тима
- Лукас Гејџ као Дерек: Бенџијев бивши дечко (1. сезона; гостујућа улога у 2. сезони)
- Бетси Брант као Дон Вестен: Феликсова мајка која пати од менталних проблема (2. сезона)
- Ејва Капри као Луси: Бенџијева пријатељица, Ендруова бивша и Лејкина садашња девојка (2. и 3. сезона)[6]
- Ентони Кејван као Рахим: Пиларин пријатељ која долази из религиозне муслиманске породице и који се заљубљује у Виктора (2. и 3. сезона)[6]
- Џули Бенз као Шелби: Армандова нова пријатељица у коју се касније заљубљује (2. сезона)

### Гостујуће
- Бет Литлфорд као Сара, управница кафетерије у којој раде Виктор и Бенџи (1—2. сезона)
- Лесли Гросман као Џорџина Мериведер, водитељка локалних вести и Лејкина мајка (1—2. сезона)
- Абигејл Килмајер као Венди, студенткиња позоришта кога Феликс узима за пратиљу (1—2. сезона)
- Енди Рихтер као тренер Форд, професор физичког васпитања и универзитетски кошаркашки тренер (1—2. сезона)
- Вил Роп као Вајат, један од Ендруових блиских пријатеља (1—2. сезона)
- Али Вонг као госпођа Томас, професорка сексуалног обрзовања школе Криквуд (1. сезона)
- Стивен Хајзлер као Роџер, Армандов бивши шеф са којим је Изабел имала аферу (1. сезона)
- Кејнан Лонсдејл као Брам Гринфилд, дечко Сајмона Спира, који понавља своју улогу из филма С љубављу, Сајмон[7] (1. сезона)
- Катја Замолодчикова као она, наступа у њујоршком геј клубу[7] (1. сезона)
- Томи Дорфман као Џастин, Брамов и Сајмонов цимер[7] (1. сезона)
- Наташа Ротвел као госпођа Олбрајт, заменица директора школе Криквуд, раније професорска драме у школи, понавља своју улогу из филма С љубављу, Сајмон (1. сезона)
- Тери Ојос као Наталија Салазар, Викторва баба (1. сезона)
- Хуан Карлос Канту као Тито Салазар, Викторов деда (1. сезона)
- Џејсон Колинс као он, кошаркаш који игра с групом (1. сезона)
- Џош Думел као Џек Спир, отац Сајмона Спира, понавља своју улогу из филма С љубављу, Сајмон (2. сезона)
- Данијел Крој као Тајлер, Мијин пријатељ ког је упознала на факултетској свечаности (2. сезона)
- Кевин Рам као господин Кембел, Бенџијев отац (2. сезона)
- Ембет Дејвиц као госпођа Кембел, Бенџијева мајка (2. сезона)
- Николас Хамилтон као Чарли, Рахимова симпатија (2. сезона)
- Карли Хансон као Бенџијева пријатељица из групе

## Епизоде

### Преглед серије
| Сезона | Сезона | Епизоде | Оригинално емитовање | Оригинално емитовање | Оригинално емитовање | Емитовање у Србији | Емитовање у Србији | Емитовање у Србији |
| Сезона | Сезона | Епизоде | Премијера            | Финале               | Мрежа                | Премијера          | Финале             | Мрежа              |
| ------ | ------ | ------- | -------------------- | -------------------- | -------------------- | ------------------ | ------------------ | ------------------ |
|        | 1.     | 10      | 17. јун 2020.        | 17. јун 2020.        |                      | 12. новембар 2020. | 14. јануар 2021.   |                    |
|        | 2.     | 10      | 11. јун 2021.        | 11. јун 2021.        | 14. јун 2022.        | 14. јун 2022.      |                    |                    |
|        | 3.     | 8       | 15. јун 2022.        | 15. јун 2022.        | /                    | 15. јун 2022.      | 15. јун 2022.      |                    |

### 1. сезона (2020)
| Бр. еп. (укупно) | Бр. еп. (у сезони) | Наслов                     | Редитељ         | Сценариста                                                             | Премијера     | Прод. код |
| --- | ------------------ | -------------------------- | --------------- | ---------------------------------------------------------------------- | ------------- | --------- |
| 1 | 1                  | Добро дошли у Криквуд      | Ејми Јорк Рубин | Teleplay by : Исак Аптакер и Елизабет Бергер                           | 17. јун 2020. |           |
| Породица Виктора Салазара преселила се из руралног Тексаса у Атланту и нада се да ће његова нова школа, у великом граду, бити савршено место да открије себе и преокрене свој живот. Првог дана школе Виктор схвата да то неће бити лак подухват.     |                    |                            |                 |                                                                        |               |           |
| 2 | 2                  | Журка на семафору          | Џејсон Енслер   | Брајан Танен                                                           | 17. јун 2020. |           |
| Након вожње на панорамској вртешци са Мијом, Виктор неочекивано постаје популаран у школи. Одлази на своју прву криквудску журку и мора да одлучи какав живот жели да води.                                                                           |                    |                            |                 |                                                                        |               |           |
| 3 | 3                  | Битка бендова              | Пилар Боем      | Џен Бриден                                                             | 17. јун 2020. |           |
| У жељи да схвати своја осећања, Виктор позива Мију на први састанак, али његова идеја није онаква каквом је ико од њих двоје очекивао. Феликс покушава да освоји Лејкино срце у борби бендова. Пилар долази до шокантног открића о мајци.             |                    |                            |                 |                                                                        |               |           |
| 4 | 4                  | Истина боли                | Мајкл Ленокс    | Маркос Луеванос                                                        | 17. јун 2020. |           |
| Виктор и Пилар покушавају да схвате шта се десило у Тексасу између њихове мајке и мистериозног Роџера. Миа упознаје нову девојку свог оца, али она је другачија него што је Миа очекивала. Све доживљава врхунац на Викторовој кошаркашкој утакмици.  |                    |                            |                 |                                                                        |               |           |
| 5 | 5                  | Слатких шеснаест           | Ен Флечер       | Шејла Лоренс                                                           | 17. јун 2020. |           |
| Како би примирио страсти, Виктор допушта породици да му приреди прославу рођендана. Мир угрожава сусрет Бенџија и његовог момка са Викторовим традиционалним бабом и дедом.                                                                           |                    |                            |                 |                                                                        |               |           |
| 6 | 6                  | Криквудске ноћи            | Ану Валија      | Дејвид Смитиман                                                        | 17. јун 2020. |           |
| Виктор постаје нервозан када му Миа саопшти да жели да направи следећи корак у њиховој вези. |                    |                            |                 |                                                                        |               |           |
| 7 | 7                  | Шта се дешава у Вилакучију | Џеј Карас       | Дени Фернандез                                                         | 17. јун 2020. |           |
| Виктор и Бенџи одлазе на путовање, али морају да се врате пре него што Виктор упозна Мијиног оца. Феликс и Пилар помажу једно другом да се реше зависности од друштвених мрежа. Миа и Ендру причају о својој прошлости.                               |                    |                            |                 |                                                                        |               |           |
| 8 | 8                  | Момачко путовање           | Тод Холанд      | Брајан Танен                                                           | 17. јун 2020. |           |
| Након Бенџијевог одбијања, Виктор одлучује да посети Сајмона у Њујорку, али чека га велико изненађење. Остатак екипе проводи викенд у казни. Пилар убеђује родитеље да јој допусте да стави пирсинг.                                                  |                    |                            |                 |                                                                        |               |           |
| 9 | 9                  | Ко је, доврага, Б?         | Ребека Ашер     | Џереми Рот и Џес Пинеда                                                | 17. јун 2020. |           |
| Вративши се из Њујорка са новим погледом на свет, Виктор почиње да се поверава пријатељима о својим осећањима. Феликс и Лејк уче о тајнама интимности једно од другог и доносе одлуку о својој вези. Мија добија новости које ће јој променити живот. |                    |                            |                 |                                                                        |               |           |
| 10 | 10                 | Пролећна забава            | Џејсон Енслер   | Teleplay by : Џилијан Морено Story by : Исак Аптакер и Елизабет Бергер | 17. јун 2020. |           |
| У намери да обезбеди Мији последње савршено вече, Виктор је води на карневал „Спринг флинг”. Међутим, све креће наопако јер неко открива Викторову тајну.                                                                                             |                    |                            |                 |                                                                        |               |           |